# Падвей
Падвей (біл. Паморак) — персонаж білоруської міфології, повітряний дух та втілення чарівного вихору, що з'являється тільки з волі чарівника чи відьми. Він постає у вигляді торнадо з обличчям жахливої людини. За наказом свого господаря він здатний погубити будь-яку людину, чи іншу живу істоту — покалічити або наслати на неї хворобу. Напавши на людину, він в силах згорнути їй голову, вивихнути руку, чи ногу, або будь-яку іншу частину тіла, а також позбавити її мовного дару. Щоб прогнати Падвея необхідно встигнути показати йому дулю, перед тим як він встигне нашкодити вам. 